# Szczawno-Zdrój
Szczawno-Zdrój este un oraș în Polonia.